# Michele Morrone
Michele Morrone (Bitonto, 3 de outubro de 1990) é ator, pintor, modelo e cantor italiano. Ele tem feito sucesso aparecendo em filmes italianos e poloneses. Seu papel mais reconhecível é a performance de Massimo Torricelli no drama de 2020, 365 Dni.

## Carreira de ator
Morrone nasceu em 3 de outubro de 1990, em Melegnano, Itália. Ele estudou teatro no Teatro Fraschini Di Pavia. Ele é fluente em italiano (língua materna) e inglês, mas também em árabe e francês.
Ele começou sua carreira fazendo pequenos papéis em peças de teatro. Depois de ganhar experiência no campo, ele começou a desempenhar papéis principais no teatro. Ele atuou em 'Il tempo di una sigaretta' e participou de um drama chamado 'Che Dio ci aiuti'. Em 2012, o ator foi selecionado para um papel principal em 'E la vita continua'. Alguns de seus projetos incluem Sirens, El juicio (The Process), Come un Delfino, Renata Fonts, Squad 6, Medici. Em 2016, ele participou da décima primeira edição da versão italiana de 'Dancing with the Stars' (Ballando con le Stelle), onde ficou em segundo lugar. Em 2019, Michele Morrone teve a chance de desempenhar o papel principal de Luigi em 'Bar Giuseppe'.

### 2020:365 Days
Em 2020, Michele Morrone se tornou internacionalmente famoso depois de desempenhar o papel principal de Massimo Torricelli em 365 Dni, onde fez par romântico com Anna-Maria Sieklucka. O filme, que é inspirado na trilogia 365 Dni, da escritora Polaca, Blanka Lipińska, foi lançado na Polónia em 7 de fevereiro de 2020 e foi posteriormente disponibilizado na Netflix. Ele rapidamente ganhou reconhecimento mundial, principalmente devido às cenas que se assemelhavam aos do filme de 2015 Fifty Shades of Grey.
Em 20 de julho de 2020, Michele Morrone alcançou mais de 9 milhões de seguidores no Instagram.

## Carreira de cantor
Michele Morrone é um guitarrista profissional e cantor. Uma de suas músicas mais famosas é "Feel It", que apareceu em 365 Dni. Ele lançou um álbum de nome Dark Room. Suas músicas do álbum incluem "Hard For Me", "Watch Me Burn", "Do it Like That" e "Rain in The Heart", entre outros sucessos.
Michele ganhou mais de 1.000.000 inscritos e mais de 101 milhões de visualizações no canal (em 05 de agosto de 2020). Ele entrou no YouTube em 16 de janeiro de 2020. O vídeo mais visto em seu canal é o videoclipe de "Feel It", que ganhou 31 milhões de visualizações.
Atualmente está em contrato com a Universal Music da Alemanha em parceria com a Polydor Island Records.
Em 24 de Julho de 2020, Morrone lançou o clipe oficial de "Hard for me" em seu canal no YouTube. O clipe já conta com mais de 10 milhões de visualizações.

## Vida pessoal
Filho de Angela e Nathale Morrone, Michele tem três irmãs mais velhas (Ângela, Stefania e Margherita). Seu pai trabalhava como trabalhador da construção civil e faleceu quando Michele tinha apenas 12 anos de idade.
Morrone casou-se com Rouba Saadeh, uma estilista libanesa em 2014. Ele tem dois filhos, Marcus Morrone e Brando Morrone. Michele e Rouba se divorciaram em 2018.
Morrone passou por um período difícil após o divórcio. Ele escreveu: "Um ano e meio atrás, eu estava prestes a deixar tudo, não queria mais agir. Eu estava em um estado grave de depressão depois de me divorciar de minha esposa. Encontrei trabalho como jardineiro em uma remota vila de 1000 habitantes porque eu não tinha mais dinheiro no bolso". Ele acrescentou: "Mas a vida é estranha. Quando você está triste, o destino coloca o trem certo à sua frente e, se você é forte, pode levá-lo. Sempre acredite em si mesmo... SEMPRE".

## Filmografia

### Cinema
| Ano  | Título                   | Personagem                                  | Notas          |
| ---- | ------------------------ | ------------------------------------------- | -------------- |
| 2017 | Who's the Beast          | Peter                                       | Curta-metragem |
| 2018 | L'ultimo giorno del toro | Valerio                                     |                |
| 2019 | Bar Giuseppe             | Luigi                                       |                |
| 2020 | 365 Dias                 | Dom Massimo Torricelli                      |                |
| 2022 | Duetto                   | Marcello Bianchini                          |                |
| 2022 | 365 Dias: Hoje           | Dom Massimo Torricelli / Adriano Torricelli |                |
| 2022 | 365 Dias Finais          | Dom Massimo Torricelli                      |                |
| 2024 | Alice: Subservience      | Nick                                        |                |
| 2025 | The Housemaid            |                                             | Filmando       |

### Televisão
| Ano  | Título                      | Personagem        | Notas                         |
| ---- | --------------------------- | ----------------- | ----------------------------- |
| 2015 | Provaci ancora prof!        | Bruno Sacchi      | Episódio: "Passioni sprecate" |
| 2017 | Sirene                      | Ares aka Gegè     | Série de TV                   |
| 2018 | Renata Fonte                | Marcello My       | Filme para Televisão          |
| 2019 | Medici: Masters of Florence | Ship Captain      | 2 episódios                   |
| 2019 | The Trial                   | Claudio Cavalleri | 8 episódios                   |

### Vídeos musicais
| Ano  | Título       | Intérprete               | Gravadora          |
| ---- | ------------ | ------------------------ | ------------------ |
| 2022 | "Mud Mud Ke" | Tony Kakkar, Neha Kakkar | Desi Music Factory |

## Discografia

### Álbum de Estúdio
- 2020 : Dark Room

### Trilhas Sonoras
- 2020 : 365 dni[5]